# Буниа
Буниа (фр. Bunia) — город в Демократической Республике Конго, административный центр провинции Итури. Население Буниа составляют 327 837 человек (по данным 2010 года).

## Расположение
Буниа расположен на высоте 1332 м над уровнем моря, на плато в 30 километрах от озера Альберт в Восточно-Африканской рифтовой долине. В 20 километрах от города протекает река Итури. Город является одним из пропускных пунктов на дороге между Кисангани и Кампалой, столицей Уганда.
Первоначально Буниа располагался на территории Ируму (фр. Irumu) в Восточной провинции. Но в результате конституционной реформы 2005 года, коснувшейся административного деления Конго, Буниа стал столицей провинции Итури. В городе расположен аэропорт Буниа.

## Особенности
Буниа находится в центре Итурийского конфликта между местными нилотами ленду (FNI — Фронт националистов и интеграционистов) и банту хема (UPC — Союз конголезских патриотов). Во время Второй конголезской войны в городе неоднократно случались военные столкновения между ополчением и силами Уганды, в результате чего отмечалось большое количество жертв среди гражданского населения Буниа. В городе обосновалась миссия ООН по поддержанию мира в Демократической Республике Конго (одна из крупнейших штаб-квартир на северо-востоке ДРК). В качестве основной причины конфликтов в Буниа называют наличие в области богатых золотых приисков.